# Pozzaglio ed Uniti
Pozzaglio e Uniti (Pusài in dialetto cremonese) è un comune italiano di 1 413 abitanti della provincia di Cremona, in Lombardia.

## Geografia
Il comune di Pozzaglio ed Uniti è un comune sparso il cui capoluogo è Pozzaglio, centro situato a 7 km da Cremona lungo il percorso della Gardesana. Le altre frazioni e località che compongono il comune sono situate a pochi chilometri di distanza: Casalsigone a nord-ovest, Castelnuovo Gherardi a nord-est, Brazzuoli e Villanova Alghisi a nord, Solarolo del Persico ad est. A Brazzuoli è collocato un plesso scolastico "Istituto Comprensivo Don Renzo Cominetti" (scuola elementare e scuola media) a cui fanno riferimento oltre al comune di Pozzaglio ed Uniti anche i comuni di Corte de' Frati e Olmeneta.

## Storia
In epoca romana da Pozzaglio ed Uniti (lat. Plaxanus) passava la via Brixiana, strada romana consolare che metteva in comunicazione il porto fluviale di Cremona (lat. Cremona), che si trovava lungo il fiume Po (lat. Padus), con Brescia (lat. Brixia), da cui passavano diverse strade romane che si diramavano verso l'intera Gallia Cisalpina (lat. Gallia Cisalpina).

### Simboli
Lo stemma è stato concesso con regio decreto del 10 dicembre 1942.
(RD 10.12.1942)

## Società

### Evoluzione demografica
Abitanti censiti